# Вызов извне
«Вызов извне» (англ. The Challenge from Beyond) — короткий рассказ американского писателя Говарда Филлипса Лавкрафта, написанный в сотрудничестве с К. Л. Муром, А. Мерритом, Робертом Говардом, и Фрэнком Белнэпом Лонгом в августе 1935 года. Впервые был издан в журнале «Fantasy» в сентябре 1935 года. Геолог находит камень, который отправляет его разум сквозь космос в тело инопланетного  Йекубианца.

## Сюжет
Геолог Джордж Кемпбелл находит в одном из лесов Канады древний кристаллический куб (англ. Crystal cube), внутри которого находится темный диск с клинописью. Поскольку кварц образовался ещё в ранний период планеты, то это означает, что существа в палеозойской эре развили письменность либо артефакт прибыл из космоса. Куб начинает светиться и из него звучит голос, и мелодия арфы. Вокруг куба появляется воронка туманной пустоты, что затягивает Джорджа внутрь. Его сознание пронзает космос, — как луч света. Разум Джорджа пребывает вне своего тела, в каком-то сне, и он погружается в свои воспоминания.  
В 1912 году преподобный Артур Винтерхолл писал про древний куб в статье об Эльтдаунских таблицах. Куб был обнаружен в Южной Англии, в слоях почвы старше каменноугольного периода. На поверхности куба были изображены «дочеловеческие иероглифы» из Иного мира, где обитают червеподобные существа, прибывшие из Внешнего космоса. Черви заселили все планеты, но не могли выбраться за пределы своей Галактики. Для этого они создали куб для перемещения в пространстве, который можно было перебросить за пределы Вселенной. При контакте с разумным существом куб посылает сигнал и открывает эфирный мост. Принятый в одну из специальных машин, захваченный разум временно находится там без тела и чувств, пока его исследуют ученые черви. Тело человека принимает в себя червя, если оболочка подходит в качестве носителя. Куб прибыл на Землю 150 миллионов лет назад, когда на ней обитала раса существ конической формы. Конусы узнали о паразитах и уничтожили их. Черви выяснили, что случилось с их агентами и решили уничтожить жизнь на Земле. Коническая раса хранила куб в полярном городе, но в хаосе войн он был утерян, а 50 миллионов лет конусы покинули Землю. 
Джордж приходит в себя в гигантском помещении, куда сквозь окна проникал сапфирный свет. Его память стала путаной, а способ зрения крайне непривычный: Он видел все четыре стороны одновременно. Джордж слышит в голове чужие мысли: «Багровый Идол ждет нового бога». Затем, его ложе окружили гигантские светло-серые многоножки, которые держали перед собой металлическую коробку со стеклом. На полированной металлической поверхности металла Джордж увидел собственную омерзительную тушу огромного Червя. В то время его тело стало домом для инопланетного паразита! Этот паразит может пленить рассудок человека ментальной слизью. Однако данный червь не стал этого делать, а вместо этого поделился с ним собственной бездушной плотью. Джордж ощутил себя Богом! Судьба Земли и её жителей более не имела значения. Там он был обречен умереть в жалкой норке, а здесь его перерождение стало воцарением высокоразвитого разума на планете Йекуб в свободном теле червя по имени Тоте. Знания в тканях мозга Тоте нашептывали ему мысли, — теперь он понимал их. 

Вокруг Джорджа переговариваются черви, клацая рогатыми шеями, а их ритмично дрожание тел издает звуки арфы. Владыка планеты Юкт пришел увидеть Джорджа, поскольку обычно в таких случаях тело не оживало. Червям чужда психология землян и поэтому они не ожидали нападения со стороны Джорджа. Он хватает хирургических нож и убивает правителя, а затем забирает их идол, в виде хрустального шара. Шар перестал быть белым и стал багровый, как кровь….
Вы… Все существа Земли враждебны друг другу и получают удовольствие от несказанной жестокости. Души Червей не способны сладить с человеческими инстинктами в их свободном от сознания воплощении. Люди, лишь по прошествии десятков тысяч поколений научились согласию, тем не менее, сохранив рабскую покорность древнему зову плоти. Вырвавшись из плена кристалла и переместившись в наш мир, ты обрек своего гостя на гибель в неуправляемой темнице буйной человеческой плоти. Твоё тело само уничтожит себя на Земле в поисках крови сородичей и прохладной воды, где оно может беззаботно барахтаться, там найдет погибель, разрушив себя в попытке вернуться в прах, из которого вышло…Но это допустимая жертва. Ныне ты также стал жертвой, чтобы обновленным сознанием привнести жизнь в одряхлевший интеллект нашей расы. Так говорил Багровый Идол Йекуба в мозгу Джорджа и теперь его дух очистился от остатков земных желаний. 
Рассказ заканчивается постскриптумом, в котором описана судьба Тоте, который так и не смог приспособиться к человеческому телу и добыть себе пищу в лесу, и решил утопиться в озере. Кемпбелл-Тоте стал правителем империей Червей.

## Персонажи
- Джордж Кемпбелл (англ. George Campbell) — геолог, нашедший в лесу куб.
- Артур Брук Винтерхолл (англ. Arthur Brooke Winters-Hall) — священник из Сёссэкса, мистик, изучал оккультные знания, обладал докторской степенью в парапсихологии. Распознал символы в Эльтидаунских Таблицах как «дочеловеческие иероглифы», которые передают из поколения в поколение некоторым мистическим обществом. Опубликовал на собственные средства книгу, содержавшую «перевод» таинственных изначальных письмен, в котором повествование велось от лица нечеловеческого существа.
- Тоте (англ. Tothe) — инопланетянин расы Червей.
- Йекубианцы (англ. Yekub) — червеобразные существа, высокоразвитая цивилизация, прибывшая из внешнего космоса. Черви заселили все обитаемые планеты их Галактики. Черви скользили на своих многочисленных парах задних лап, в то время как передняя часть поднималась вертикально, и расположенные на ней лапки служили в качестве рук. Вдоль их спинного хребта располагался затейливый гребень и похожий на опахало хвост из серой мембраны. Шею Червя окаймляло кольцо из гибких красных шипов, дрожание которых производило ритмично звенящие звуки арфы. Описание Червеобразной расы приводит Лавкрафт, а название ее родной планеты, Йекуб, приводит Роберт Говард.

Это был гигантский бледно-серый червь или многоножка, в диаметре размером с человека и вдвое длиннее, с похожей на диск и, очевидно, безглазой головой, окаймленной ресничками; в центре ее зияло пурпурное ротовое отверстие. Существо скользило на задних парах ног, держа переднюю часть тела вертикально — передние ноги или, по крайней мере, две пары из них служили руками. Вдоль всей спины тянулся прихотливый лиловый гребень; чудовищное туловище заканчивалось веерообразным хвостом из какой-то серой кожистой мембраны. Шею окружало кольцо гибких красных шипов — они изгибались и сокращались в размеренном и правильном ритме, производя щелчки и резкие звенящие звуки.
- Раса конусов (англ. Cone-shaped race) — инопланетяне, похожие на конусы, которые могли мысленно путешествовать в пространстве и времени. Благодаря визитёрам они сами провели эксперименты с кубом и открыли еще более странные виды перемещений. Коническая раса хранила куб в величественном полярном городе, но он потерялся в ходе войн. Спустя 50 миллионов лет существа-конусы отправили свои разумы в бесконечно далекое будущее, чтобы избежать другой безымянной опасности, исходящей изнутри Земли. Описание близкое к тем существам, чье сознание захватила Великая Раса Йит в повести «За гранью времён».

## «Мифы Ктулху»
В начале описаны мифы про инопланетян, которые в древности посещали Землю — эти элементы лежат в основе «Мифов Ктулху». В рассказе «Из глубин мироздания» впервые описываются существа «Извне». Преподобный Артур Винтерхолл рассказывает основою часть мифов про расу червей с планеты Йекуб — эта хроника события частично совпадает со сведениями из повести «Хребты Безумия». В повести «За гранью времён» раса конусов Йит использует аналогичный способ перемещения сознания в пространстве, из одного существа в другое. В рассказе «Врата серебряного ключа» сновидец оказался заперт в теле инопланетянина вместе с его прежним разумом — что, видимо, является первичной идеей для данного рассказа. В повести «Шепчущий во тьме» инопланетяне похищали разум людей в цилиндрах для транспортировки в космосе. В рассказе «Обитающий во Тьме» писатель находит камень, что вызывает сущность из Иного мира.
Магический камень, который позволяет перемещать свою сущность описан в рассказе «Уббо Сатла» Кларка Эштона Смита, писателя и друга Лавкрафта.

## Связь с другими произведениями
В рассказе «За стеной сна» Космический скиталец свободно от тела перемещался в космосе.
В рассказе «Врата серебряного ключа» сновидец оказался заперт в теле инопланетянина вместе с его прежним разумом. 
В повести «За гранью времён» инопланетяне Йит перемещают сознание в тела пришельцев других рас.
В повести «Хребты Безумия» описаны Старцы, создавшие жизнь на Земле, котрые жили в полярном городе.
В повести «Шепчущий во тьме» инопланетяне похищали мозг пленного и использовали тайных агентов среди людей.
В новелле «Курган» описан диск из темного металла.
В рассказах «Зелёный Луг» и «Крадущийся Хаос» описано создание и разрушения миров в космосе, которое сопровождается звуками арфы.
В рассказах «Азатот» и «Грёзы в ведьмовском доме» упоминается Азатот, который обитает в бездне и вызывает страх межзвездных расстояний.
Пришельцы описаны в отдельной серии произведений Лавкрафта: «За стеной сна», «Из глубин мироздания», «Цвет из иных миров», «Шепчущий во тьме», «Хребты Безумия», «За гранью времён», «Врата серебряного ключа», «Вызов извне», «В стенах Эрикса», «Окно в мансарде», «Пришелец из космоса» и «Ночное братство».